# 克罗瑙
克罗瑙（德語：Kronau）是德国巴登-符腾堡州的一个市镇。总面积10.91平方公里，总人口5504人，其中男性2716人，女性2788人（2011年12月31日），人口密度504人/平方公里。